# Rio Catrimani
O rio Catrimâni é um rio brasileiro ao oeste do estado de Roraima, formando uma bacia hidrográfica de 17.269 km². Seu curso dá-se no município de Caracaraí, tendo como foz o rio Branco.